# Sjalett

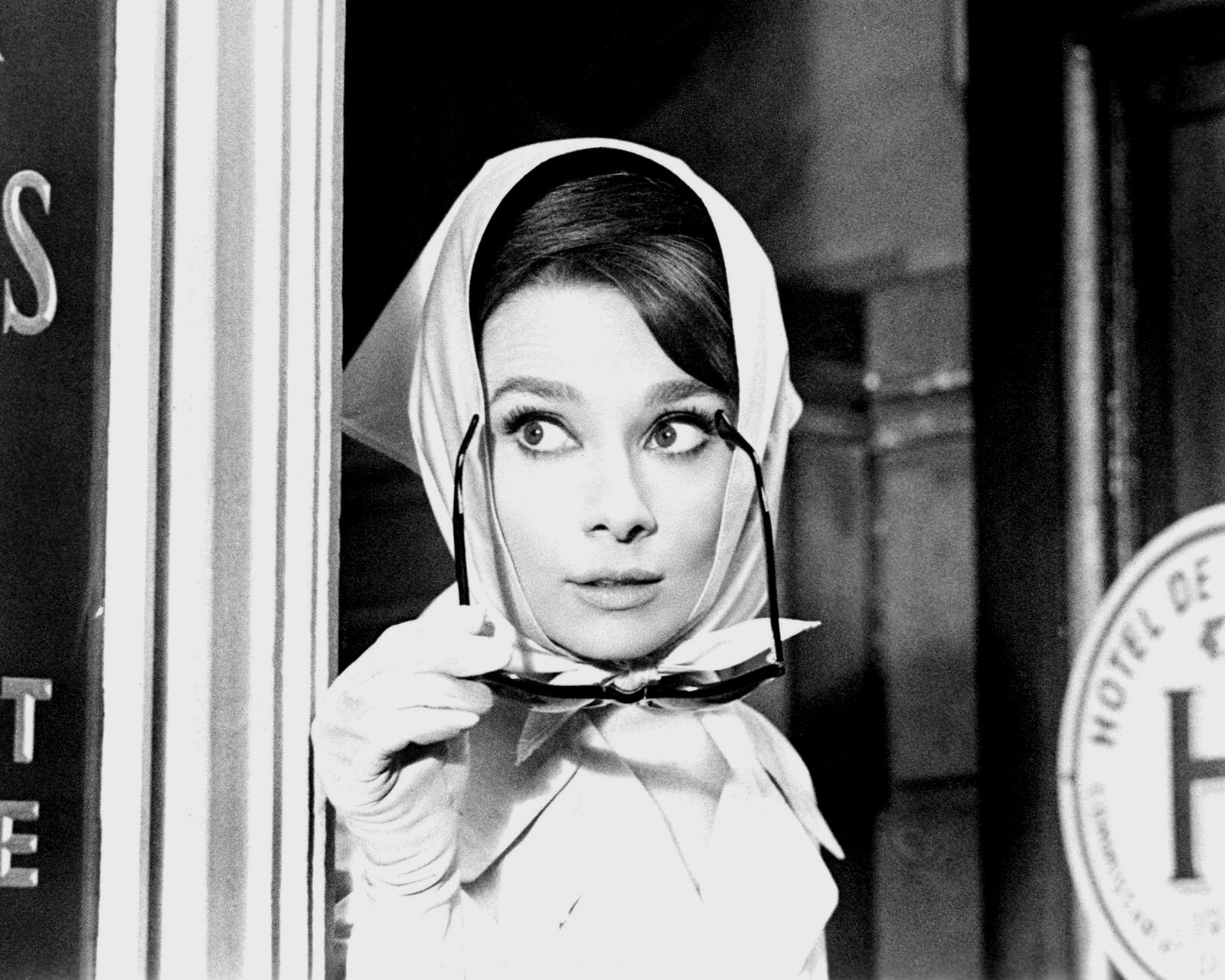
Audrey Hepburn i sjalett, från filmen Charade, 1963.

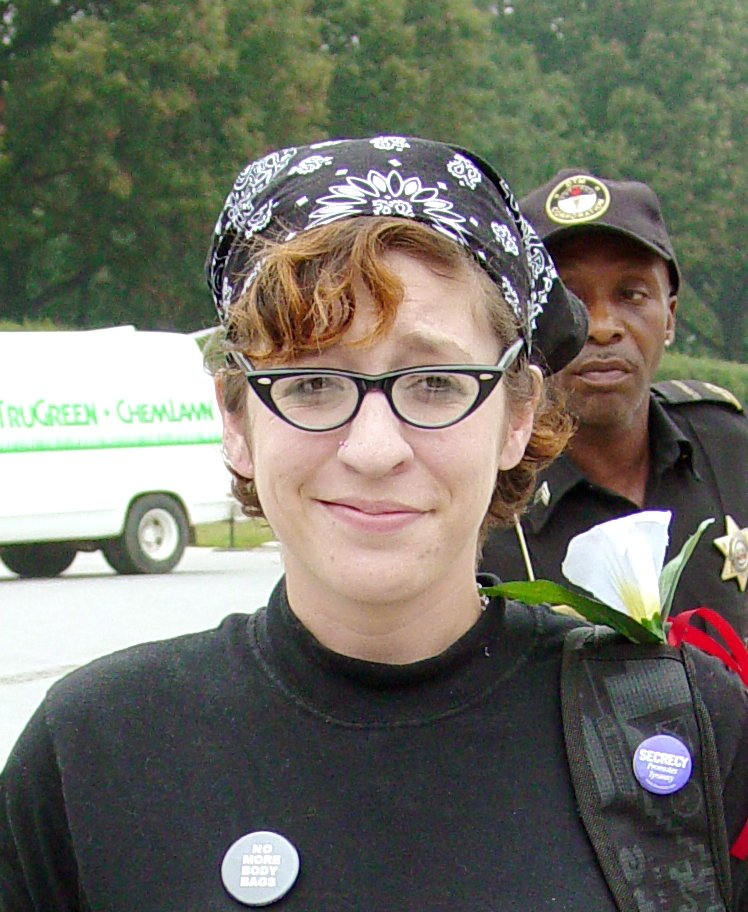
Kvinna med sjalett knuten i nacken, på 2000-talet.

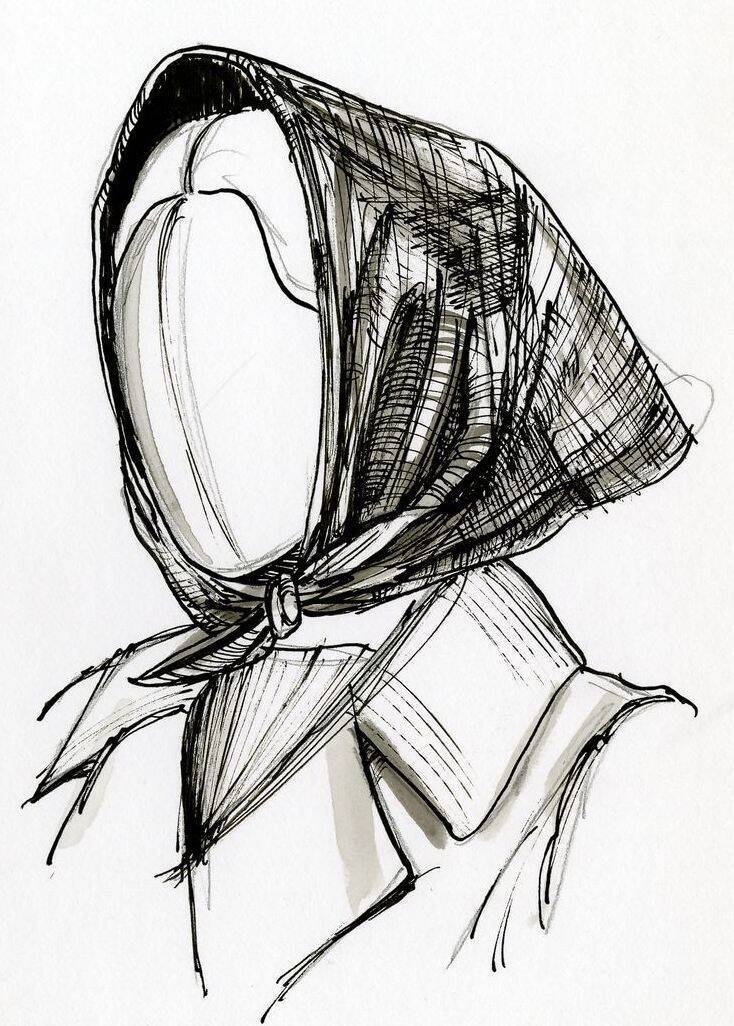
Illustration av en sjalett.

Sjalett är en liten huvudduk och är en diminutivform av sjal. Sjaletten består av ett trekantigt eller vikt kvadratiskt tygstycke, exempelvis en snusnäsduk, som bärs som huvudduk genom att knytas i nacken eller under hakan. Sjaletten dök upp i modet omkring 1800.
Att använda sjalett har i perioder varit särskilt populärt och sedan sent 1990-tal är det åter på modet. En tidigare period var under 1940- och 1950-talet; med Audrey Hepburn och Grace Kelly som förebilder kom sättet att knyta sjaletten i nacken. 
Sjalett har förekommit även bland allmogen sedan 1500-talet och har då kallats huckle. En sjalett som används vid hushållsarbete brukar kallas snibb eller kökssnibb. En nyare term är bandana, som kommit från hindi via engelskan; det syftar på ett vanligen färgglatt tygstycke av tunnare tyg att bära om huvudet. De är alla att betrakta som varianter av det övergripande begreppet huvudduk.
En sjalett kan även användas som näsduk.
Ett internationellt namn för sjalett och snusnäsduk är bandana eller bandanna (från sanskrit बन्धन bandhana), ett namn som även brukas i svenskan.